# Langoiran
Langoiran is een gemeente in het Franse departement Gironde (regio Nouvelle-Aquitaine). De plaats maakt deel uit van het arrondissement Langon. Langoiran telde op 1 januari 2022 2.210 inwoners.

## Geografie
De oppervlakte van Langoiran bedroeg op 1 januari 2022 10,14 vierkante kilometer; de bevolkingsdichtheid was toen 217,9 inwoners per km². Langoiran ligt op de rechteroever van de Gironde. In de havenwijk verbindt een metalen brug de gemeente met Portets op de linkeroever.

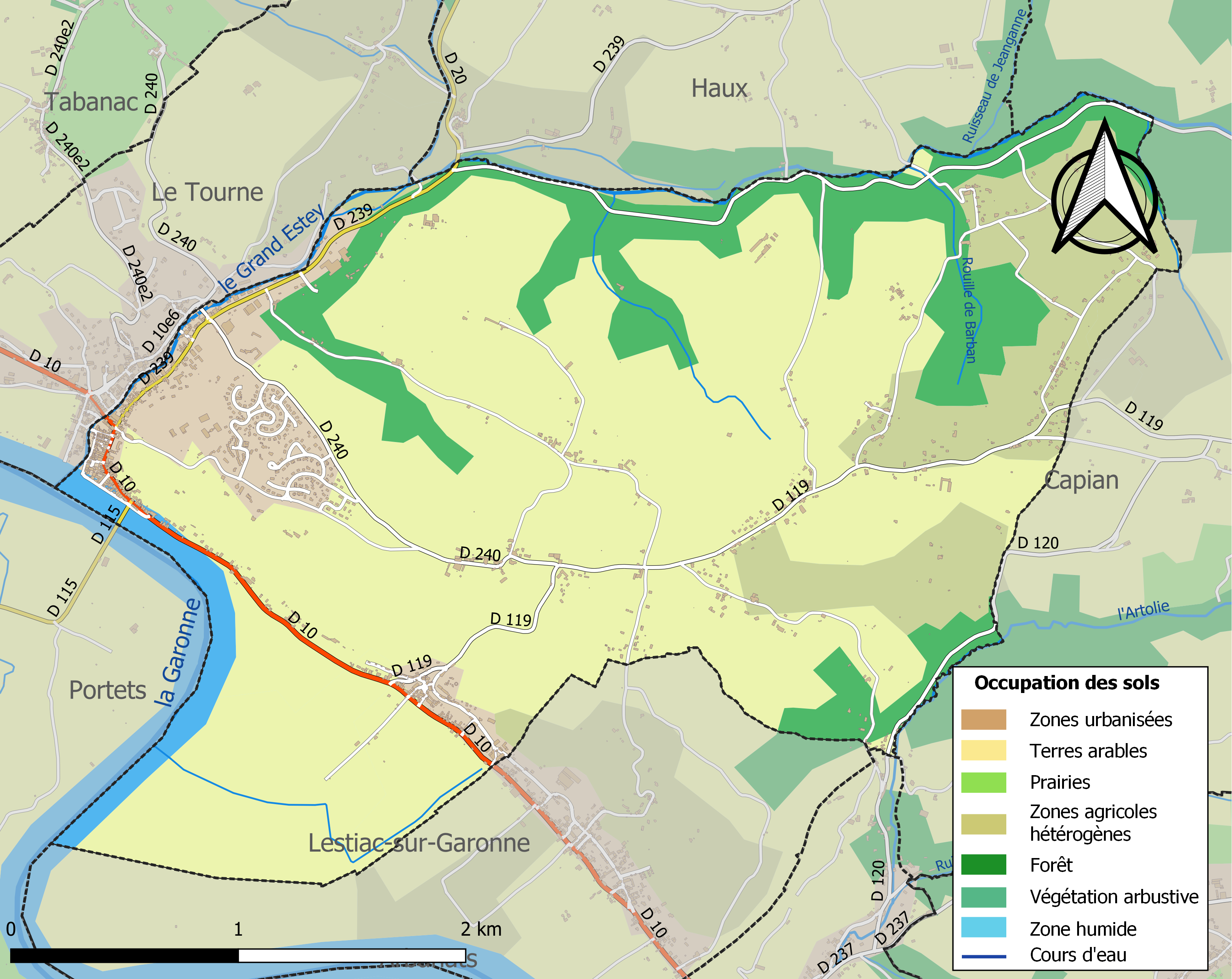
Kaart van de gemeente met belangrijkste infrastructuur, bodemgebruik en omliggende gemeenten

## Demografie
Onderstaande figuur toont het verloop van het inwonertal (bron: INSEE-tellingen).

## Geboren
- Alain Giresse (1952), voetballer en trainer